# Mihran Harutiunian
Mihran Harutiunian (ros. Мигран Эдикович Арутюнян, arm. Միհրան Հարությունյան; ur. 25 marca 1989 roku) – rosyjski, a od 2013 roku ormiański zapaśnik walczący w stylu klasycznym. Srebrny medalista olimpijski z Rio de Janeiro 2016 w kategorii 66 kg.
Zajął piąte miejsce na mistrzostwach świata w 2015. Wicemistrz igrzysk europejskich w 2015. Drugi w Pucharze Świata w 2012 i piąty w 2010. Wicemistrz Świata juniorów w 2009 i trzeci w 2008. Na najniższym stopniu podium mistrzostw Europy juniorów z 2007. Mistrz Rosji w 2012 i wicemistrz w 2011 roku.